# Hammerstatt
 (juin 2018).
Hammerstatt est le nom d'un village aujourd'hui disparu de la plaine d'Alsace.
Il est mentionné dès 730 (sous la forme Hamarisstad) et jusqu'à la fin du XVIe siècle, avant qu'une grande ferme, dite Hammerstatterhof, ne prenne sa succession. Cette ferme appartint aux jésuites d'Ensisheim ; elle aurait été détruite par un incendie en 1796.
L'emplacement du village reste marqué par une croix érigée en 1860 par la famille Thuet, en bordure de la route D468 actuelle, et communément appelée « croix de Hammerstatt ».

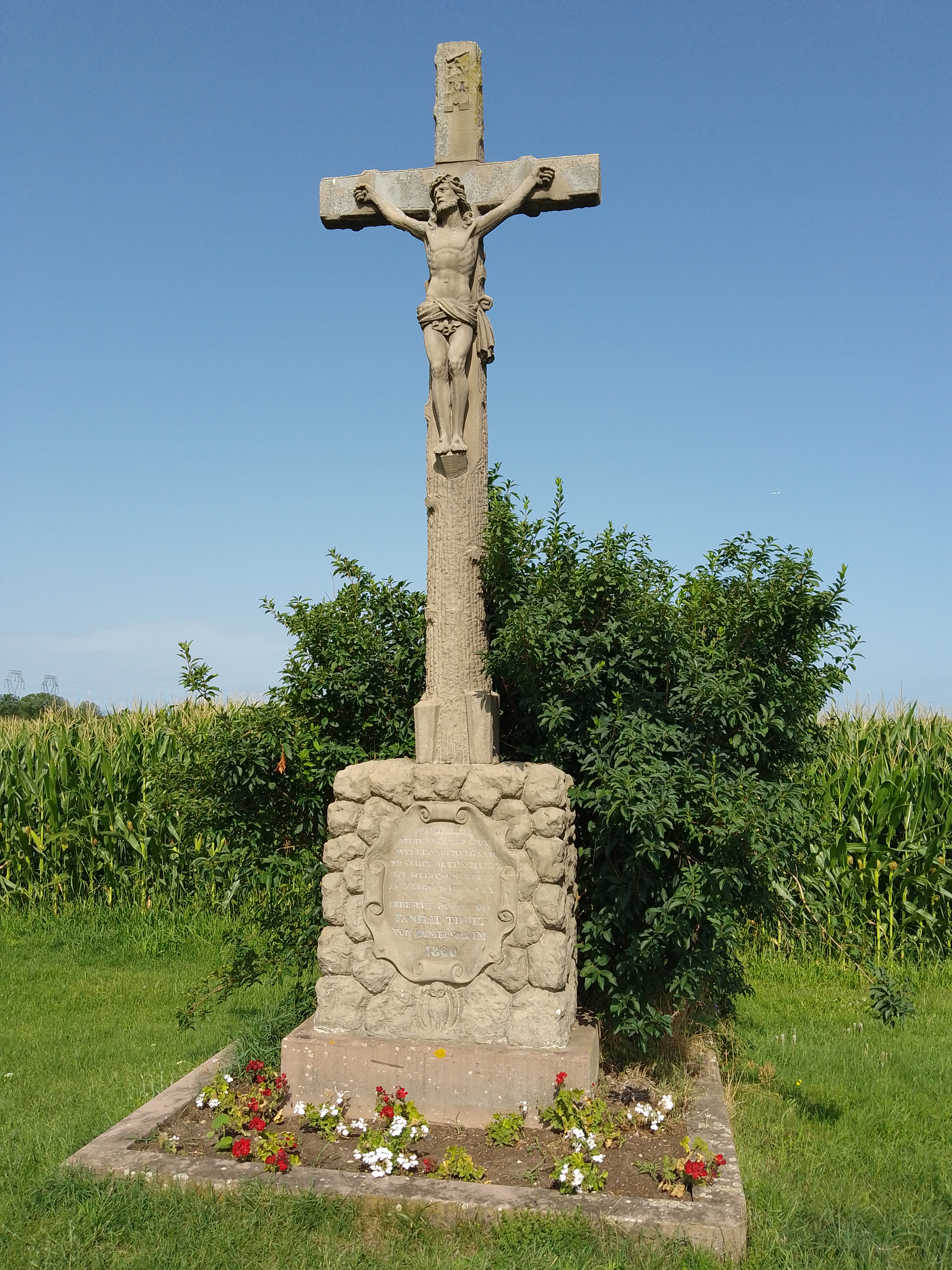
La Croix de Hammertatt, établie par la famille Thuet en 1860

## Localisation
Hammerstatt était un village de la plaine du Rhin en Alsace, situé entre Rumersheim-le-Haut et Blodelsheim, dans le département actuel du Haut-Rhin, à l'est de l'ancienne voie romaine reliant Bâle à Strasbourg.
Hammermatt est porté sur la carte de Cassini. Sur les cartes modernes fournies par l'Institut Géographique National, le lieu-dit Hammerstatt est porté à deux endroits dans la forêt domaniale de la Hardt nord.

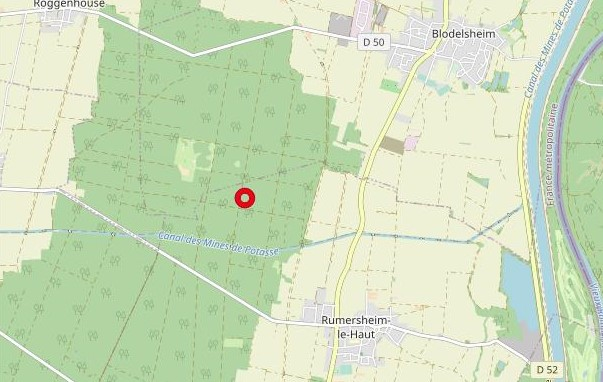
Une localisation du lieu-dit Hammerstatt dans la forêt domaniale de la Hardt nord (source : OpenStreetMap)

## Histoire
L'abbaye de Murbach avait déjà des possessions en 730 à Hammersmatt. En 1441, on cite la paroisse de Hammersmatt comme faisant partie du Doyenné Citra Rhenum dans le diocèse de Bâle. L'église consacrée à Saint-Éloi avait alors un recteur et un vicaire.
La date de disparition du village n'est pas connue. Il aurait été éprouvé par des inondations du Rhin, ou détruit par les Armagnacs, d'autres sources indiquent que le village aurait existé jusqu'à la guerre de Trente ans.

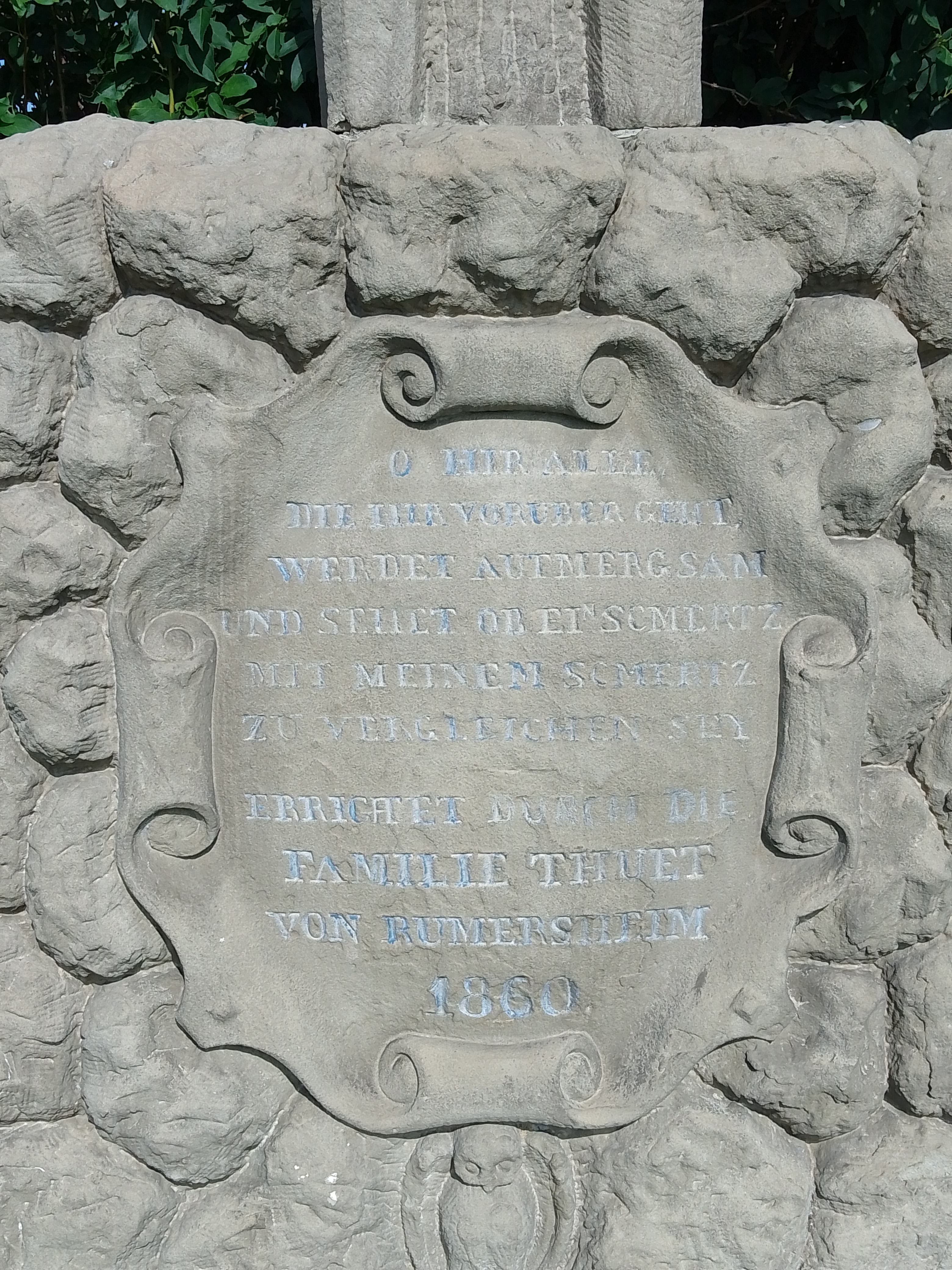
Texte de la croix de Hammerstatt

Après la disparition du village, une grande ferme appelée "Hammerstatterhof" a vu le jour sur son emplacement. Une chapelle y fut érigée et consacrée, toujours à Saint-Éloi. L'ensemble de la ferme comprenait une superficie de 140 ha de terres labourables, de forêts, de pâturages, des îles et des prés le long du Rhin.

## Sources
- Hervé de Chalendar, série Villages disparus publiée dans le journal L'Alsace en 2012.